# Michael Michele
Michael Michele Williams (* 30. August 1966 in Evansville, Indiana) ist eine US-amerikanische Schauspielerin.
Michele zog nach Abschluss der Benjamin Bosse High School nach New York, um ihren Traum von einer Schauspielkarriere in Angriff zu nehmen. Ihr Auskommen hatte sie anfangs mit Aufnahmen für Werbespots, unter anderem für McDonald’s, bis sie in drei Musikvideos von Freddie Jackson auftrat. Es dauerte auch nicht lange, bis sie eine Rolle im Film Harlem Nights (1989) mit Eddie Murphy bekam. Die Rolle hatte sie dann aber wegen Meinungsverschiedenheiten verloren.
Bekannt wurde sie nach ihrer Rolle im Thriller New Jack City (1991), in dem sie neben Wesley Snipes und Mario van Peebles eine der größeren Rollen spielte. Eine der größeren Rollen spielte sie ebenfalls im Film Der Teamgeist (1997) sowie im Film Dark Blue (2002), in dem sie neben Kurt Russell auftrat. Sie war ebenfalls u. a. in den Fernsehserien Scharfe Waffen – Heiße Kurven (1992), Trade Winds (1993), New York Undercover (1994), Central Park West (1995) und Homicide (1998 bis 1999) zu sehen. Für ihre Rolle in der Serie Emergency Room – Die Notaufnahme wurde sie im Jahr 2001 für den Image Award nominiert. Es folgten vor allem Auftritte in verschiedenen Fernsehproduktionen, vornehmlich Fernsehserien.
Michele wurde für ihre Rolle in der Filmkomödie Wie werde ich ihn los – in 10 Tagen? (2003), in dem sie neben Kate Hudson und Matthew McConaughey spielte, für den Teen Choice Award nominiert.
Michele wurde 2004 Mutter eines Sohnes.

## Filmografie (Auswahl)
- 1988: California Bulls (1st & Ten, Fernsehserie, Folge 5x07 Saturday, Bloody Saturday)
- 1990: Vampire in New York (Def by Temptation)
- 1991: New Jack City
- 1992–1993: Dangerous Curves (Fernsehserie, 34 Folgen)
- 1994–1995: New York Undercover (Fernsehserie, 12 Folgen)
- 1995–1996: C.P.W. (Fernsehserie, 21 Folgen)
- 1997: Der Teamgeist (The Sixth Man)
- 1998: Mörderischer Tausch II (The Substitute 2: School’s Out)
- 1998: Creature – Tod aus der Tiefe (Creature)
- 1999–2002: Emergency Room – Die Notaufnahme (ER, Fernsehserie, 55 Folgen)
- 2001: Ali
- 2002: Dark Blue
- 2003: Wie werde ich ihn los – in 10 Tagen? (How to Lose a Guy in 10 Days)
- 2005: Jagd auf den BTK-Killer (The Hunt for the BTK Killer)
- 2007: Law & Order: Special Victims Unit (Fernsehserie, Folge 8x11 Burned)
- 2007: Dr. House (House M.D., Fernsehserie, 2 Folgen)
- 2009: Relative Stranger (Fernsehfilm)
- 2011: Gossip Girl (Fernsehserie, 4 Folgen)
- 2014: Delirium (Fernsehfilm)
- 2015: The Following (Fernsehserie, Folge 3x05 A Hostile Witness)
- 2016: Blue Bloods – Crime Scene New York (Fernsehserie, Folge 7x10 Unbearable Loss)
- 2016, 2018: MacGyver (Fernsehserie, 2 Folgen)
- 2017–2021: Queen Sugar (Fernsehserie, 6 Folgen)
- 2017–2018: Star (Fernsehserie, 14 Folgen)
- 2019–2022: Der Denver-Clan (Dynasty, Fernsehserie, 52 Folgen)
- 2024: The Equalizer – Schutzengel in New York (The Equalizer, Fernsehserie)